# Fortuna (Californie)
Pour les articles homonymes, voir Fortuna.
Fortuna est une municipalité américaine du comté de Humboldt, en Californie. Sa population était de 10 497 habitants au recensement de 2000.

## Démographie
| 1910 | 1920 | 1930  | 1940  | 1950  | 1960  |
| ---- | ---- | ----- | ----- | ----- | ----- |
| 383  | 986  | 1 239 | 1 413 | 1 762 | 3 523 |

| 1970  | 1980  | 1990  | 2000   | 2010   | - |
| ----- | ----- | ----- | ------ | ------ | - |
| 4 203 | 7 591 | 8 788 | 10 497 | 11 926 | - |